# Ivica Iliev
Ivica Iliev, född 27 oktober 1979 i Belgrad i Jugoslavien (nuvarande Serbien), är en serbisk före detta fotbollsspelare (mittfältare). Han spelade bland annat för FK Partizan, ACR Messina, PAOK FC, FC Energie Cottbus och Wisła Kraków.